# أعمال شغب ديترويت 1967
تُعتبر أعمال شغب ديترويت عام 1967 (بالإنجليزية: 1967 Detroit Riot) والمعروفة أيضًا باسم عصيان الشارع 12 (12th Street Riot) أو تمرد ديترويت (Detroit Rebellion)، الأكثر دموية من بين أعمال الشغب الحضرية في الولايات المتحدة خلال «صيف عام 1967 الطويل الحار». تتكون أعمال الشغب هذه بشكل أساسي من المواجهات بين السكان السُّود وإدارة شرطة ديترويت، التي قد بدأت في الساعات الأولى من صباح يوم الأحد في 23 يوليو عام 1967 في ديترويت، ميشيغان.
كان الحدث المعجل هو مداهمة الشرطة لحانة غير مرخصة بعد انتهاء ساعات العمل، تُعرف باسم سبيكيزي، في الجانب الغربي القريب من المدينة. انفجرت في واحدة من أكثر أعمال الشغب دموية وتدميرًا في التاريخ الأمريكي واستمرت لمدة خمسة أيام وتجاوزت حجم أعمال الشغب التي حدثت في سباق ديترويت عام 1943 قبل 24 عامًا.
أمر الحاكم جورج رومني الحرس الوطني لجيش ميشيغان بدخول ديترويت للمساعدة في إنهاء الاضطرابات. أرسل الرئيس ليندون جونسون الفرقة 82 و 101 المحمولة جوًا لجيش الولايات المتحدة. أسفرت أعمال الشغب عن مقتل 43 شخصًا وإصابة 1189 آخرين واعتقال أكثر من 7200 شخص وتدمير أكثر من 400 مبنى.
كان حجم أعمال الشغب هذا هو الأسوأ في تاريخ الولايات المتحدة منذ مسودة أعمال الشغب في مدينة نيويورك عام 1863 خلال الحرب الأهلية الأمريكية، ولم يتم تجاوزها حتى أعمال شغب لوس أنجلوس عام 1992 بعد 25 عامًا.
وصلت أخبار أعمال الشغب بشكل سريع إلى وسائل الإعلام الإخبارية، مع وجود تغطية تلفزيونية حية وتقارير صحفية مكثفة وأحداث واسعة النطاق في مجلات التايم ولايف. فاز موظفو مجلة ديترويت فري برس بجائزة بوليتزر لعام 1968 للتقارير المحلية العامة لتغطيتهم الشاملة.
كتب المغني الشعبي الكندي جوردون لايتفوت وسجل أغنية بعنوان «يوم أسود في يوليو» يسرد فيها هذه الأحداث في ألبوم أصدره عام 1968 بعنوان «هل ذَكَرت اسمي؟». تم حظر هذه الأغنية لاحقًا من قِبَل المحطات الإذاعية في 30 ولاية أمريكية. تمت تأمين توزيع أغنية «يوم أسود في يوليو» لاحقًا بواسطة فرقة ذا تراجيكالي هيب في مختارات ألبوم عام 2003 بعنوان: بيوتيفول: تحية لجوردون لايتفوت.

## الخلفية

### العزل العنصري
في أوائل القرن العشرين، عندما هاجر الأمريكيون الأفارقة إلى ديترويت في الهجرة الكبرى، شهدت المدينة تزايدًا سريعًا في عدد السكان ونقصًا في المساكن. واجه الأمريكيون الأفارقة تمييزًا قويًا في الإسكان. أبقت كل من العهود العِرقية والاتفاقيات غير المعلنة التي نظمها البيض الأفراد السُّود خارج أحياء معينة ومنعت معظم الأمريكيين الأفارقة من شراء منازلهم. أدَّى وجود أعضاء كو كلوكس كلان في جميع أنحاء ميشيغان إلى تعزيز التوترات العِرقية وأعمال العنف. قُتل والد مالكولم إكس، إيرل ليتل، في حادث سيارة في عام 1931، على الرغم من أنه يُزعم أن فيلق كلان الأسود في إيست لانسنغ كان متورطًا بالأمر. بالإضافة إلى ذلك، تم إنشاء نظام الخط الأحمر، ما جعل من المستحيل تقريبًا على سكان ديترويت السُّود شراء منزل في معظم مناطق المدينة، ما أدى فعليًا إلى حبس السكان السُّود في أحياء فقيرة. وقد أسهمت هذه الممارسات التمييزية وآثار العزل التي نتجت عنها إلى حدّ كبير في التوترات العِرقية في المدينة قبل أعمال الشغب. شجع العزل العنصري أيضًا ممارسات الشرطة الأكثر قسوة في الأحياء الأمريكية من أصل أفريقي، ما أدى إلى تصعيد إحباطات سكان ديترويت السُّود التي أدت نهايةً إلى أعمال الشغب.
استمرت أنماط العزل العِرقي والإثني خلال منتصف القرن العشرين. في عام 1956، تفاخر عمدة بلدة ديربورن أورفيل هوبارد، التي تعدّ جزءًا من منطقة مترو ديترويت، لصحيفة مونتغومري أدفيرتايزر بأن «الزنوج لا يمكنهم الدخول إلى هنا... هؤلاء الأشخاص معادون للألوان، أكثر بكثير منكم يا سكان ألاباما».

### الإصلاحات الأخيرة
أدى انتخاب العمدة جيروم كافاناه في عام 1961 إلى القيام ببعض الإصلاحات في قسم الشرطة، بقيادة مفوض شرطة ديترويت الجديد جورج كليفتون إدواردز جونيور. استحوذت ديترويت على الملايين من الأموال الفيدرالية من خلال برامج المجتمع العظيم للرئيس جونسون واستثمرتها بشكل حصري تقريبًا في المدينة الداخلية، حيث يتركز الفقر والمشاكل الاجتماعية. بحلول الستينيات، تقدم العديد من السُّود إلى وظائف نقابية ومهنية أفضل. كان للمدينة طبقة وسطى مزدهرة نوعًا ما من السُّود؛ الذين كانوا يتقاضون أجورًا أعلى من المعتاد للعمال السُّود غير المهرة بسبب نجاح صناعة المركبات؛ واثنان من أعضاء الكونغرس السُّود (نصف أعضاء الكونغرس السود في ذلك الوقت)؛ وثلاثة قضاة سود؛ وعضوان آخران في مجلس التعليم في ديترويت؛ ولجنة الإسكان التي تتضمن 40% من الأعضاء السُّود؛ واثني عشر ممثلًا عنهم في ديترويت في الهيئة التشريعية لولاية ميشيغان. كان في المدينة أحياء للسُّود رفيعة المستوى إلى حدّ ما مثل حدائق كونانت. في مايو عام 1967، صنفت الإدارة الفيدرالية مساكن المجتمع الأسود في ديترويت فوق مساكن فيلادلفيا ونيويورك وشيكاغو وكليفلاند. أشاد نيكولاس هود، العضو الأسود الوحيد في مجلس ديترويت المشترك المكون من تسعة أعضاء، بإدارة كافاناه لاستعدادها للاستماع إلى مخاوف المدينة الداخلية. قبل أسابيع من أعمال الشغب، صرّح العمدة كافاناه بأن السكان «لا يحتاجون إلى رمي الحجارة للتواصل مع مجلس المدينة».
ومع ذلك، ما تزال هناك علامات على استياء السُّود؛ في عام 1964، قالت روزا باركس، التي انتقلت إلى ديترويت في أواخر الخمسينيات من القرن العشرين، في مقابلة: «لا أشعر بقدر كبير من الاختلاف هنا (بالمقارنة مع ألاباما)... العزل العنصري في الإسكان سيء بنفس القدر، ويبدو أنه أقوى في المدن الكبرى». استفادت التحسينات في الغالب من سكان ديترويت السُّود الأكثر ثراءً، وظل سكان ديترويت السُّود الفقراء محبطين بسبب الظروف الاجتماعية. على الرغم من الإصلاحات المتواضعة الموصوفة أعلاه، تفشى العزل بالإضافة إلى وحشية الشرطة والتوتر العنصري في ديترويت في فترة الستينيات ولعب دورًا كبيرًا في التحريض على البدء بأعمال الشغب.